# Live from Beyond Hell / Above Heaven
Live from Beyond Hell / Above Heaven er den tredje DVD af det danske heavy metalband Volbeat. Det blev udgivet den 25. november 2011 via Universal Records og indeholder optagelser fra tre af deres koncerter på turnéen Beyond Hell/Above Heaven Tour.
Udgivelsen består af en optagelse af en koncert Forum i København, hvor samtlige gæstemusikere, der optrådt på Volbeats albums, medvirkede. Derudover indeholdt den dele af koncerter i USA og Tyskland. Albummet blev godt modtaget af anmelderne. Den solgte guld i Tyskland, og blev valgt som den bedste DVD fra 2011 af Metal Hammers læsere.

## Indhold
Den første DVD indeholder en optagelse af den udsolgte koncert den 19. november 2010 i Forum i København, hvor Volbeat optrådte for 10.000 tilskuere. Ved koncerten optrådte samtlige af de gæstemusikere, der havde medvirket på studiealbummet. Jakob Øelund spillede kontrabas på "16 Dollars". Sangen "Evelyn", der oprindeligt blev sunget af Mark Greenway fra Napalm Death, bliver sunget af Lars Göran Petrov. Pernille Rosendahl fra The Storm synger med på "Mary Ann's Place". Michael Denner spiller guitarsolo og Kreatorforsangeren Mille Petrozza synger med på "7 Shots". Bokseren Mikkel Kessler medvirkeder på "A Warrior's Call", som er skrevet til hans indmarch. Til sidst kommer Johan Olsen og synger med på "The Garden's Tale".
Introen indeholder uddrag af værket Dance of the Knights skrevet af den russiske komponist Sergej Prokofjev. Under "Sad Man's Tongue" spiller bandet dele af sangen "Holy Driver" af bandet Dio, mens der under "The Human Instrument" bliver spillet noget af sangen "Raining Blood" af Slayer.
Den anden DVD begynder med optagelser fra koncerten i House of Blues i Anaheim, Californien d. 9. april 2011. Sangen "Angelfuck" er en coverversion af The Misfits' sang. Som gæstesanger optræder Rob Caggiano fra bandet Anthrax. Under sangen "I Only Wanna Be with You" spiller Anthrax-guitaristen Scott Ian med. De efterfølgende tre sange er optaget under Rock am Ring-festivalen d. 5. juni 2011. DVD'en slutter med optagelser fra backstage.

## Spor
| Disk 1 | Disk 2 |
| --- | --- |
| Forum, København, Danmark 19. november 2010 1. ”Intro” 2. ”The Mirror and the Ripper” 3. ”Maybellene i Hofteholder” 4. ”Hallelujah Goat” 5. ”16 Dollars” 6. ”Heaven Nor Hell” 7. ”Guitar Gangsters & Cadillac Blood” 8. ”Who They Are” 9. ”Evelyn” (med vokal/growl af Mark Greenway) 10. ”Mary Ann's Place” (med vokal af Pernille Rosendahl) 11. ”Sad Man's Tongue” 12. ”We” 13. ”7 Shots” (med guitarsolo af Michael Denner og Mille Petrozza på vokal) 14. ”Pool of Booze, Booze, Booza/Boa” 15. ”A Warrior's Call” (med Mikkel Kessler på vokal) 16. ”The Garden's Tale” (med Johan Olsen på vokal) 17. ”Fallen” 18. ”Thanks” 19. ”The Human Instrument” | House of Blues, Anaheim, Californien 9. april 2011 1. ”A Moment Forever/Hallelujah Goat” 2. ”Radio Girl” 3. ”Angelfuck” (med Rob Caggiano på vokal) 4. ”Mr & Mrs Ness” 5. ”Still Counting” 6. ”Pool of Booze, Booze, Booza/Boa” 7. ”I Only Wanna Be with You” (med Scott Ian på guitar) Rock am Ring, Nürburgring, Tyskland 5. juni 2011 1. ”Sad Man's Tongue” 2. ”Mary Ann's Place” 3. ”Still Counting” Bonusmateriale 1. Beyond the Scenes |

## Modtagelse
Christof Leim fra det tyske rockmagasin Metal Hammer beskrev Live from Beyond Hell / Above Heaven som "cool live-dokumentar". DVD'en viser at Volbeat "laver meget sjov under liveoptrædender" og laver "stor rock med masser af "oomph" i billeder og lyd". Leim gav DVD'en 6 ud af 7 point. Frank Albrecht fra det tyske magasin Rock Hard beskrev indholdet som "konsekvent" men kritiserede "små vagheder i spillelisten". Læserne af Metal Hammer valgte Live from Beyond Hell / Above Heaven som den bedste DVD fra 2011.
Keld Rud fra musikmagasinet GAFFA skrev, at koncerten visuelt var "nydelig, men også en anelse kedelig... Kameraarbejdet og klipningen er konservativ og ikke videre medrivende". Han mente dog samtidig, at det var en meget velvalgt koncert til brug i udgivelsen, og kaldte den for "gedigen kvalitet for pengene". Rud kvitterede med fire ud af seks stjerner.
Live from Beyond Hell / Above Heaven toppede som #10 på de danske hitlister for musikudgivelser, og nåede #21 på de tyske hitlister for samme. I Tyskland opnåede DVD'en en guldplade.